# Consorti dei sovrani del Lesotho
Questo è un elenco delle consorti dei sovrani del Lesotho, due delle quali furono reggenti del paese dopo la morte o in assenza del sovrano.

## Basutoland (1822 - 1966)

### Casato di Bamokoteli
| Nome                      | Ritratto | Padre                 | Nascita | Matrimonio | Divenne consorte       | Cessò di essere consorte          | Morte | Consorte                     |
| ------------------------- | -------- | --------------------- | ------- | ---------- | ---------------------- | --------------------------------- | ----- | ---------------------------- |
| 'Mamohato 'Mamabela       |          | Seephephe di Bafokeng | -       | 1810       | 1822 ascesa del marito | 1834                              | 1834  | Moshoeshoe I                 |
| 'Masekhonyana             |          | Masekoane di Bafokeng | -       | 1835       | 1835                   | -                                 | -     | Moshoeshoe I                 |
| Penelope Liengoane        |          | Tsuesu Liengoane      | 1818    | -          | -                      | 18 gennaio 1870 morte del marito  | 1913  | Moshoeshoe I                 |
| -                         |          | -                     | -       | -          | -                      | -                                 | -     | Letsie I Moshoeshoe          |
| Maneella 'Maletsabisa     |          | Lesaoana Ramanela     | -       | -          | -                      | -                                 | -     | Lerotholi Letsie             |
| -                         |          | -                     | -       | -          | -                      | -                                 | -     | Letsie II Lerotholi          |
| Sebueng                   |          | Nkuebe                | -       | -          | -                      | -                                 | -     | Nathaniel Griffith Lerotholi |
| 'Mantšebo Amelia 'Matsaba |          | Sempe Nkube           | 1902    | -          | -                      | 26 dicembre 1940 morte del marito | 1964  | Simon Seeiso Griffith        |

## Lesotho (1966 - attuale)

### Casato di Seeiso
| Nome                    | Ritratto | Padre                  | Nascita        | Matrimonio       | Divenne consorte                  | Cessò di essere consorte                | Morte            | Consorte                 |
| ----------------------- | -------- | ---------------------- | -------------- | ---------------- | --------------------------------- | --------------------------------------- | ---------------- | ------------------------ |
| 'Mamohato Bereng Seeiso |          | Thabo Lerotholi Mojela | 28 aprile 1941 | 23 agosto 1962   | 4 ottobre 1966 ascesa del marito  | 12 novembre 1990 deposizione del marito | 6 settembre 2003 | Moshoeshoe II (1° regno) |
| 'Mamohato Bereng Seeiso |          | Thabo Lerotholi Mojela | 28 aprile 1941 | 23 agosto 1962   | 25 gennaio 1995 ascesa del marito | 15 gennaio 1996 morte del marito        | 6 settembre 2003 | Moshoeshoe II (2° regno) |
| 'Masenate Mohato Seeiso |          | Thekiso Motšoeneng     | 2 giugno 1976  | 18 febbraio 2000 | 18 febbraio 2000                  | in carica                               | vivente          | Letsie III (2° regno)    |

## Reggenti
Due consorti lesothiane funsero da reggenti, facendo le veci dei loro mariti e figli. Esse furono:
- 28 gennaio 1941 – 12 marzo 1960: 'Mantšebo Amelia 'Matsaba, reggente durante la minore età del figliastro.
- 5 giugno 1970 – 5 dicembre 1970: 'Mamohato Bereng Seeiso, reggente durante l'esilio temporaneo del marito.
- 10 marzo 1990 – 12 novembre 1990: 'Mamohato Bereng Seeiso, reggente durante il secondo esilio del marito.
- 15 gennaio 1996 – 7 febbraio 1996: 'Mamohato Bereng Seeiso, reggente dalla morte del marito fino all'incoronazione del figlio.